# Stig Gustavsson
Stig Johan Evert Gustavsson (även Gustafsson), född 15 maj 1929 i Hammarby, Upplands Väsby, död 13 oktober 1993 i Solna, var en svensk skådespelare.
Han studerade vid Norrköping-Linköping stadsteaters elevskola 1952–1954. Därefter var han verksam vid bland annat Helsingborgs stadsteater, Folkteatern i Göteborg och Stockholms stadsteater.
Gustavsson är begravd på Solna kyrkogård.

## Filmografi
- 1954 – Gula divisionen
- 1962 – Spöket på Canterville (TV-teater)
- 1966 – Ön
- 1967 – Trettondagsafton
- 1980 – Sinkadus (TV-serie)
- 1981 – Skärp dig, älskling! (TV-serie)

## Teater

### Roller (ej komplett)
| År   | Roll                         | Produktion                                                                                              | Regi                                                   | Teater                           |
| ---- | ---------------------------- | --- | ------------------------------------------------------ | -------------------------------- |
| 1952 |                              | Askungen Charlotte B Chorpenning                                                                        | Sture Ericson                                          | Norrköping-Linköping stadsteater |
| 1952 | Bob Barking                  | Lorden från gränden L Arthur Rose och Noel Gay                                                          | Nils Poppe                                             | Norrköping-Linköping stadsteater |
| 1953 |                              | Peer Gynt Henrik Ibsen                                                                                  | Johan Falck                                            | Norrköping-Linköping stadsteater |
| 1953 | Max Halliday                 | Slå nollan till polisen Frederick Knott                                                                 | Keve Hjelm                                             | Norrköping-Linköping stadsteater |
| 1953 |                              | Skattkammarön Robert Louis Stevenson                                                                    | Sture Ericson                                          | Norrköping-Linköping stadsteater |
| 1953 | Jimmy                        | Tolvskillingsoperan Bertolt Brecht och Kurt Weill                                                       | John Zacharias                                         | Norrköping-Linköping stadsteater |
| 1953 | Underlöjtnanten              | Trasiga änglar Albert Husson                                                                            | Olof Thunberg                                          | Norrköping-Linköping stadsteater |
| 1954 | Notarien                     | Sagan Hjalmar Bergman                                                                                   | Olof Thunberg                                          | Norrköping-Linköping stadsteater |
| 1954 | Phil                         | The och sympati Robert Anderson                                                                         | Gunnar Ekström                                         | Helsingborgs stadsteater         |
| 1954 | Werner                       | Skådespelaren Rudolf Värnlund                                                                           | Johan Falck                                            | Helsingborgs stadsteater         |
| 1954 | Josef                        | Oh, mein Papa! Paul Burkhard, Jürg Amstein, Robert Gilbert                                              | Åke Engfeldt                                           | Helsingborgs stadsteater         |
| 1955 | Bulstrode Whitelocke         | Kristina August Strindberg                                                                              | Johan Falck                                            | Helsingborgs stadsteater         |
| 1955 | Joe Stoddard                 | Vår lilla stad Thornton Wilder                                                                          | Erik Berglund                                          | Helsingborgs stadsteater         |
| 1955 | Jacques Lauriston            | Madame Sans-Gêne Victorien Sardou och Émile Moreau                                                      | Johan Falck                                            | Helsingborgs stadsteater         |
| 1955 | Clinton                      | Måndagsäventyr John Boynton Priestley                                                                   | Gunnar Ekström                                         | Helsingborgs stadsteater         |
| 1955 | Loschek                      | Mayerlingdramat Maxwell Anderson                                                                        | Johan Falck                                            | Helsingborgs stadsteater         |
| 1956 | Joe W. Doyle                 | Urladdning Clifford Odets                                                                               | Gunnar Ekström                                         | Helsingborgs stadsteater         |
| 1956 | Betjänten                    | Kameliadamen Alexandre Dumas den yngre                                                                  | Johan Falck                                            | Helsingborgs stadsteater         |
| 1956 | Baron Bénin                  | Gröna fracken Gaston Arman de Caillavet och Robert de Flers                                             | Johan Falck                                            | Helsingborgs stadsteater         |
| 1956 | Portvakten                   | Drottningen och rebellerna Ugo Betti                                                                    | Leo Golowin                                            | Helsingborgs stadsteater         |
| 1956 | Kaptenen                     | Balladen om ingen Johannes W. Klefisch                                                                  | Johan Falck                                            | Helsingborgs stadsteater         |
| 1957 | Jack Chesney                 | Charleys tant Brandon Thomas                                                                            | Leo Golowin                                            | Helsingborgs stadsteater         |
| 1957 | Unger                        | Barberaren i Sevilla Pierre de Beaumarchais                                                             | Johan Falck                                            | Helsingborgs stadsteater         |
| 1957 | Bernhard Gilljams            | Ett brott Sigfrid Siwertz                                                                               | Johan Falck                                            | Helsingborgs stadsteater         |
| 1957 | Jacques Rijar                | Markisinnan Noël Coward                                                                                 | Gunnar Ekström                                         | Helsingborgs stadsteater         |
| 1957 | Poliskonstapel Jones         | Spindelnätet Agatha Christie                                                                            | Eva Sköld                                              | Helsingborgs stadsteater         |
| 1957 | Pantalone                    | Ut med narren! J.B. Priestley                                                                           | Johan Falck                                            | Helsingborgs stadsteater         |
| 1957 | Georg Sandin                 | Brott i sol Staffan Tjerneld                                                                            | Bertil Norström                                        | Helsingborgs stadsteater         |
| 1957 | Bankir Redel                 | Nationalmonumentet Tor Hedberg                                                                          | Rolf Carlsten                                          | Helsingborgs stadsteater         |
| 1957 | Trädgårdsmästaren            | Pariserliv Jacques Offenbach, Henri Meilhac och Ludovic Halévy                                          | Soini Wallenius                                        | Helsingborgs stadsteater         |
| 1958 | Inkvisitorn                  | Sankta Johanna George Bernard Shaw                                                                      | Johan Falck                                            | Helsingborgs stadsteater         |
| 1958 | Pedrillo                     | Figaros bröllop eller Den uppochnervända dagen Pierre de Beaumarchais                                   | Johan Falck                                            | Helsingborgs stadsteater         |
| 1958 | Walter                       | Tolvskillingsoperan Bertolt Brecht och Kurt Weill                                                       | Johan Falck                                            | Helsingborgs stadsteater         |
| 1958 | Portvakten                   | Farväl till kärleken Herbert Grevenius                                                                  | Johan Falck                                            | Helsingborgs stadsteater         |
| 1958 | Boyer de l'Ain               | Auguste Raymond Castans                                                                                 | Lennart Olsson                                         | Helsingborgs stadsteater         |
| 1959 | Curtis Lorden                | Så tuktas en argbigga William Shakespeare                                                               | Johan Falck Edvin Adolphson                            | Helsingborgs stadsteater         |
| 1959 | Freddie Vanderstyut          | Romanoff och Julia Peter Ustinov                                                                        | Lennart Olsson                                         | Helsingborgs stadsteater         |
| 1959 | Juryman 11                   | Tolv edsvurna män Reginald Rose                                                                         | Johan Falck                                            | Helsingborgs stadsteater         |
| 1959 | Louis                        | Utsikt från en bro Arthur Miller                                                                        | Frank Sundström                                        | Helsingborgs stadsteater         |
| 1959 | Olivier                      | Som ni behagar William Shakespeare                                                                      | Frank Sundström                                        | Helsingborgs stadsteater         |
| 1960 | Walter                       | Femfingerövning Peter Shaffer                                                                           | Frank Sundström                                        | Helsingborgs stadsteater         |
| 1960 | En korpral                   | Lilla helgonet (Mam'zelle Nitouche) Hervé, Henri Meilhac och Albert Millaud                             | Frank Sundström                                        | Helsingborgs stadsteater         |
| 1960 | Herr Kraler                  | Anne Franks dagbok (The Diary of Anne Frank) Frances Goodrich och Albert Hackett                        | Frank Sundström                                        | Helsingborgs stadsteater         |
| 1960 | Greve Frédéric               | Förbjudet att älska eller Trädgårdsmästarens hund (Comedia famosa del Perro del hortelano) Lope de Vega | Frank Sundström                                        | Helsingborgs stadsteater         |
| 1960 | Horatio                      | Hamlet William Shakespeare                                                                              | Frank Sundström                                        | Helsingborgs stadsteater         |
| 1960 | Filippo Roberti              | I sista minuten (Gli ultimi cinque minuti) Aldo De Benedetti                                            | Frank Sundström                                        | Helsingborgs stadsteater         |
| 1961 | Figuren                      | Ung och grön (Salad Days) Dorothy Reynolds och Julian Slade                                             | Jan Hemmel Frank Sundström                             | Helsingborgs stadsteater         |
| 1963 |                              | Hus med dubbel ingång Pedro Calderón de la Barca                                                        | Kurt-Olof Sundström                                    | Folkteatern, Göteborg            |
| 1964 | Valentin                     | Två herrar från Verona William Shakespeare                                                              | Kurt-Olof Sundström                                    | Folkteatern, Göteborg            |
| 1966 | Soldignac                    | Fruar på vift Georges Feydeau                                                                           | Etienne Glaser                                         | Stockholms stadsteater           |
| 1969 | Kommissarien                 | Spelman på taket Sheldon Harnick, Joseph Stein och Jerry Bock                                           | Henny Mürer                                            | Stockholms stadsteater           |
| 1972 | Överläkaren                  | Tillståndet Kent Andersson och Bengt Bratt                                                              | Fred Hjelm                                             | Stockholms stadsteater           |
| 1973 | Biktfadern                   | An der schönen blauen Donau Ödön von Horvath                                                            | Jan Håkanson                                           | Stockholms stadsteater           |
| 1973 | Löwenborg                    | Gösta Berlings saga Selma Lagerlöf                                                                      | Johan Bergenstråhle Marie-Louise De Geer Bergenstråhle | Stockholms stadsteater           |
| 1974 | Solveigs far                 | Peer Gynt, del I Henrik Ibsen                                                                           | Fred Hjelm                                             | Stockholms stadsteater           |
| 1975 | Trumpeterstråhle m. fl.      | Peer Gynt, del II Henrik Ibsen                                                                          | Fred Hjelm                                             | Stockholms stadsteater           |
| 1978 | Gratiano                     | Othello William Shakespeare                                                                             | Johan Bergenstråhle                                    | Stockholms stadsteater           |
| 1979 | Politikern                   | Söndagsgäster Björn Runeborg                                                                            | Stig Ossian Ericson                                    | Stockholms stadsteater           |
| 1979 | Robert Magerman              | En midsommarnattsdröm William Shakespeare                                                               | Göran O. Eriksson                                      | Stockholms stadsteater           |
| 1980 | Ordföranden m. fl.           | Hoppla, vi lever! Ernst Toller                                                                          | Fred Hjelm                                             | Stockholms stadsteater           |
| 1982 | Josefs fader polis           | Agnes Bernauer Franz Xaver Kroetz                                                                       | Johan Bergenstråhle                                    | Stockholms stadsteater           |
| 1982 | Luzjin                       | Brott och straff Fjodor Dostojevskij                                                                    | Jan Håkanson                                           | Stockholms stadsteater           |
| 1983 | Mr Mulleady, tjänsteman      | Gisslan Brendan Behan                                                                                   | Kåre Santesson                                         | Stockholms stadsteater           |
| 1985 | Bernardino                   | Sommarnöjet Carlo Goldoni                                                                               | Göran O Eriksson                                       | Stockholms stadsteater           |
| 1986 | Lord                         | Perikles William Shakespeare                                                                            | Eva Ultz                                               | Stockholms stadsteater           |
| 1989 | Mannen i kastståndet         | Besökare Botho Strauss                                                                                  | Jan Maagaard                                           | Stockholms stadsteater           |
| 1990 | Lord Mewill                  | Kean Alexandre Dumas den äldre                                                                          | Jan Maagaard                                           | Stockholms stadsteater           |
| 1991 | Bagarn Kamrer                | Minns du den stad Per Anders Fogelström                                                                 | Johan Bergenstråhle                                    | Stockholms stadsteater           |
| 1992 | Doktor Meyer, bergsbestigare | Landet utan gräns Arthur Schnitzler                                                                     | Jan Håkanson                                           | Stockholms stadsteater           |